# Túros Endre
Túros Endre, vezetéknevének változatai a szakirodalomban: Túrós, Turós (Kolozsvár, 1949. október 6. –) erdélyi magyar-francia szakos tanár és kutató, stilisztikával, s az állami gyermekotthonból kikerült fiatalok gondjaival, majd a székelyföldi társadalom problémáival foglalkozik.

## Életútja
Gyermekéveit a Kolozs megyei Kisbácson töltötte, elemi iskoláit is itt végezte, közép- és felsőfokú tanulmányokat Kolozsváron folytatott. Magyar-francia szakos diplomát szerzett (1972) a Babeș–Bolyai Tudományegyetemen. Diákévei az 1960-as években igen gazdagok voltak kulturális élményekben, például hallgathatta az idős Kós Károly elbeszéléseit a két világháború közti erdélyi magyar életről.
1972-ben Csíkszeredába helyezték a 2-es számú iskolába, amely akkor a csíksomlyói gyermekotthon volt. Szerencsésnek mondható időszakban került oda, gazdaságilag, szervezetileg volt olyan erős ekkor ez az iskola, mint Csíkszereda többi iskolája, s kezdett ott kialakulni egy jó tanári közösség. Ebből az iskolából is kerültek tanulók egyetemekre.
Az 1970-es évek végén Csíkszeredában egy Etnológiai kört alakítottak csíkszeredai értelmiségiek, s megindult köztük az eszmecsere, beszámoltak olvasmányaikról, kutatásaikról. A Ceaușescu-diktatúra szorításai miatt publikálni már egyre nehezebben tudtak a A Hét mellékletében, a TETT-ben. (1989 után ez az Etnológiai kör Kommunikációs Antropológiai Munkacsoport (KAM) néven lett bejegyezve, mint nonprofit társaság, könyveiket, cikkeiket pályázatok útján nyert pénzeken jelentették meg. A társaság ma is működik.)
1984-ben kinevezték tanfelügyelőnek, s az 1989-es fordulat után is újra választották, 1991-ig dolgozott ebben a beosztásban. 1990 és 1994 közt egyik alapítója és vezetője Nyelv-Irodalom-Tanítás Társulatnak, e társulat NYIT-Lapok című kiadványát főszerkesztőként jegyezte 1991-92-ben. Pedagógiai nézeteit illetően az a meggyőződése, hogy az iskolában és az árvaházban ugyanazok a problémák mutatkoznak, mint a társadalomban, az árvaházi zárt közösségben ezek még élesebben, fájdalmasabban jelentkeznek.
1991 után visszament tanítani a gyermekotthonba, 1997-től a Nagy István Művészeti Szakközépiskolába tanított. 2010-ben, 60 éves korában innen vonult nyugalomba. Kulturális közéleti tevékenységét és a székely társadalom kutatását tovább folytatja.

## Tanulmányaiból
- Biró A. Zoltán – Bodó Julianna – Gagyi József – Túros Endre: A túlélés vonzásában (Helyzetelemző tanulmány a romániai magyar oktatási/nevelési szerkezetről) In: Változásban? Elemzések a romániai magyar társadalomról / TÚROS Endre, felelős szerkesztő. Csíkszereda, KAM-Regionális és Antropológiai Kutatások Központja - Pro-print K., 1995., 259 p.;
- Biró A. Zoltán – Túros Endre: Egyház – a társadalom szemszögéből In: Változásban?...;
- Biró A. Zoltán – Gagyi József – Túros Endre: „Átmeneti” ifjúsági társadalom In: Változásban?... ;
- Biró A. Zoltán – Bodó Julianna – Gagyi József – Oláh Sándor – Túros Endre: Gazdasági elit a Székelyföldön. In: Változásban?...
- Lokális világok : együttélés a Kárpát-medencében / szerk. Bakó Boglárka. Szerzők: Árendás Zsuzsanna, Bakó Boglárka, Beregszászi Anikó, Biró A. Zoltán, Bodó Julianna, Csernicskó István, Danter Izabella, Fosztó László, Gagyi József, Hajnal Virág, Karmacsi Zoltán, Oláh Sándor, Pozsony Ferenc, Puskó Gábor, Szoták Szilvia, TÚROS Endre. Budapest : MTA Társadalomkutató Központ, 2003. 384 p.
- Igény a tanulásra?; szerk. Túros Endre; Pro-Print, Csíkszereda, 2005 (Térség könyvek)

## Díjak, elismerések
- Ezüstgyopár díj (2005)